# Platges de Calella
Les platges de Calella són les platges que conformen el litoral marítim del municipi de Calella (Maresme), que abasta des del rierany dels Frares, que limita a llevant amb el municipi de Pineda de Mar, fins al torrent de la Cabra, passat el Capaspre, que limita a ponent amb el municipi de Sant Pol de Mar.
Antigament la riera de Calella, o riera de Capaspre, desembocava en una petita cala, que va donar nom a la vila. La cala estava protegida pel Capaspre (del llatí Caput Asperum), un espadat abrupte dels contraforts del Parc Natural del Montnegre, que entra al mar. L'aportació dels al·luvions de les rieres i especialment del riu Tordera, va anar formant un terraplenament, on s'assenta la ciutat i on comença l'extensa platja sorrenca (3 km) que continua vers Pineda i Malgrat fins a la desembocadura de la Tordera. En canvi, la costa del Capaspre està formada per petites cales separades per roques i penya-segats.

## Platges
| Platja                   | Límits | Longitud | Foto |
| ------------------------ | --- | -------- | ---- |
| Platja Gran de Calella   | Entre el rierany dels Frares, que la separa de la platja del Poblenou de Pineda de Mar, i pel seu extrem sud-oest per la riera de Capaspre (o de Calella) que la separa de la platja de Garbí.             | 1.388 m  |      |
| Platja de Garbí          | Entre la riera de Capaspre que la separa de la platja Gran, i pel seu extrem sud està limitada pel cap Capaspre, on hi ha el Far de Calella, o Far del Capaspre, que la separa de la platja de les Roques. | 752 m    |      |
| Platja de les Roques     | Al Capaspre, entre el límit amb el municipi de Sant Pol de Mar i la platja de Garbí. | 736 m    |      |
| Platja de la Roca Grossa | A cavall entre els municipis de Sant Pol de Mar i Calella. | 130 m    |      |